# Хиральдо, Жерар
Жерар Николас Хиральдо Вилья (исп. Gerard Nicolas Giraldo Villa; род. 21 марта 1989, Армения) — колумбийский легкоатлет, специалист по бегу на средние и длинные дистанции, стипльчезу и марафону. Выступал за сборную Колумбии по лёгкой атлетике в 2008—2019 годах, чемпион Игр Центральной Америки и Карибского бассейна, чемпион Южной Америки, серебряный и бронзовый призёр Боливарианских игр, действующий рекордсмен страны в беге на 1500 метров, участник летних Олимпийских игр в Рио-де-Жанейро.

## Биография
Жерар Хиральдо родился 21 марта 1989 года в городе Армения департамента Киндио.
Впервые заявил о себе в лёгкой атлетике на международном уровне в сезоне 2008 года, когда вошёл в состав колумбийской национальной сборной и выступил на чемпионате Центральной Америки и Карибского бассейна в Кали, где в зачёте бега на 3000 метров с препятствиями стал четвёртым.
В 2011 году в той же дисциплине занял шестое место на чемпионате Южной Америки в Буэнос-Айресе.
В 2013 году финишировал четвёртым на южноамериканском чемпионате в Картахене. На Боливарианских играх в Трухильо выиграл бронзовую медаль в беге на 10 000 метров и серебряную медаль в беге на 3000 метров с препятствиями.
В 2014 году в стипльчезе стал серебряным призёром на Южноамериканских играх в Сантьяго и на Панамериканском спортивном фестивале в Мехико, тогда как на Играх Центральной Америки и Карибского бассейна в Веракрусе пришёл к финишу четвёртым.
В 2015 году завоевал бронзовую и золотую медали на чемпионате Южной Америки в Лиме — в дисциплинах 1500 метров и 3000 метров с препятствиями (в беге на 1500 метров установил ныне действующий национальный рекорд Колумбии 3:42,38). Помимо этого, в стипльчезе стартовал на Панамериканских играх в Торонто и на чемпионате мира в Пекине.
В 2016 году с личным рекордом 1:06:39 занял 54-е место на чемпионате мира по полумарафону в Кардиффе, после чего решил попробовать себя на марафонской дистанции — с результатом 2:17:29 занял 23-е место на Гамбургском марафоне. Выполнив олимпийский квалификационный норматив (2:19:00), удостоился права защищать честь страны на летних Олимпийских играх в Рио-де-Жанейро — здесь в программе марафона показал результат 2:23:48, расположившись в итоговом протоколе соревнований на 88-й строке.
После Олимпиады в Рио Хиральдо вернулся в стипльчез и продолжил принимать участие в крупнейших международных стартах в этой дисциплине. Так, в 2017 году в беге с препятствиями он одержал победу на чемпионате Южной Америки в Асунсьоне, получил серебро на Боливарианских играх в Санта-Марте.
В 2018 году стал серебряным призёром на Южноамериканских играх в Кочабамбе, превзошёл всех соперников на Играх Центральной Америки и Карибского бассейна в Барранкилье.
В 2019 году взял бронзу в беге на 5000 метров и в беге на 3000 метров с препятствиями на чемпионате Южной Америки в Лиме. Бежал 5000 метров на чемпионате мира в Дохе.